# Diocèse de Fossano
Le diocèse de Fossano (en latin : Dioecesis Fossanensis ; en italien : Diocesi di Fossano) est un ancien diocèse de l'Église catholique en Italie, suffragant de l'archidiocèse de Turin et appartenant à la région ecclésiastique du Piémont. Depuis 2023, il a été réuni avec le diocèse de Coni, devenant celui de Coni-Fossano.

## Territoire
Il est situé sur une partie de la province de Coni, le reste de la province étant dans les diocèses d'Acqui, d'Albe, de Coni, Mondovi, Saluces et Turin. Son territoire de 275 km2 est divisé en 33 paroisses regroupées en 3 archidiaconés. L'évêché est à Fossano avec la cathédrale saint Juvenal. À Cussanio, frazione de la commune de Fossano, se trouve le sanctuaire de Notre Dame de la Providence à la suite de deux apparitions de la Vierge qu'un berger sourd-muet aurait eu en 1521,. L'église de Cervere garde les reliques du bienheureux Barthélemy Cerveri, dominicain martyr.

## Histoire
Le diocèse est érigé le 15 avril 1592 par la bulle Cum Principatus Pedemontium du pape Clément VIII, à la demande du duc de Savoie Charles-Emmanuel Ier. Le même jour, le pape adresse la lettre Hodie ex certis aux fidèles et à la population de Fossano par laquelle il annonce l'érection du nouveau diocèse, dont le territoire est composé de quinze localités prises dans l'archidiocèse de Turin et de quatre localités du diocèse d'Asti. L'église collégiale de Santa Maria, datant du XIIIe siècle, devient la cathédrale du nouveau diocèse, qui est nommé suffragant de l'archidiocèse de Turin.
Le 1er évêque est Camillo Daddeo ; dès son arrivée à Fossano, il fait une visite pastorale du diocèse puis organise le premier synode diocésain pour la mise en œuvre des décrets de réforme du concile de Trente.
L'évêque Tommaso Piolatto fonde le séminaire en 1608, mais il doit souvent fermer ses portes en raison de l'insuffisance de moyens nécessaires à son fonctionnement. Dans ce cas, les séminaristes suivent les cours au collège ouvert par les clercs réguliers de Somasque à Fossano pendant l'épiscopat de Federico Sandri-Trotti (1627-1646). Le séminaire est définitivement rouvert par Maurizio Bertone (1678-1701) qui contribue également à la construction du nouvel évêché. Entre 1771 et 1777, Carlo Giuseppe Morozzo fait construire un nouveau bâtiment pour le séminaire, adjacent au palais épiscopal, et l'édification d'une nouvelle cathédrale, dont les travaux commencent en 1778 et se terminent en 1791.
Lors de la période napoléonienne, le diocèse est supprimé par le pape Pie VII le 1er juin 1803 par la bulle Gravissimis causis adducimur et son territoire agrégé à celui du diocèse de Mondovi. Il est rétabli par le pape Pie VII le 17 juillet 1817 par la bulle Beati Petri ; en même temps, les frontières diocésaines sont redéfinies, réduites par rapport au territoire précédent, avec le transfert de huit paroisses au nouveau diocèse de Coni et quatre à celui de Saluces, et l'acquisition de la municipalité de Centallo de l'archidiocèse de Turin.
Le premier évêque du diocèse restauré est Luigi Fransoni, qui œuvre notamment à la reconstruction des structures diocésaines, perdues à l'époque française ; nommé archevêque de Turin, il continue à gouverner le siège fossanais en tant qu'administrateur apostolique jusqu'en 1836. La seconde moitié du XIXe siècle, après vingt ans de vacance, est marquée par l'épiscopat d'Emiliano Manacorda, qui gouverne le diocèse de 1871 à 1909 ; il fait une visite pastorale détaillée, convoque un synode et reconstruit le sanctuaire diocésain de Cussanio. Il fonde l'hebdomadaire diocésain La Federtà, toujours publié comme hebdomadaire catholique à Fossano.
En 1926, Quirico Travaini, évêque de Fossano, est également nommé évêque de Coni, unissant les deux sièges in persona episcopi ; ce type d'union reprend le 1er février 1999 lorsque Natalino Pescarolo, évêque de Fossano, est nommé évêque de Coni, unissant les deux sièges pour la deuxième fois. Cette union est toujours en vigueur aujourd'hui. Mgr Delbosco initie le chemin qui mènera à l'union définitive des deux diocèses.
En 2004, le musée diocésain d'art sacré est inauguré dans les locaux de l'ancien séminaire.

## Évêques
- Camillo Daddeo (1592-1600)
- Pedro de León (1602-1606)
- Tommaso Piolatto, C.R.L (1606-1620)
- Agostino Solaro di Moretta (1621-1625)
- Federico Sandri-Trotti (1627-1646)
- Nicola Dalmazzo, O.S.A (1648-1653)
  - Siège vacant (1653-1658)
- Clemente Ascanio Sandri-Trotti (1658-1675)
- Ottaviano della Rovere, B. (1675-1677)
- Maurizio Bertone, C.R.S (1678-1701)
  - Siège vacant (1701-1727)
- Cristoforo Lorenzo Baratta (1727-1740)
- Giambattista Pensa (1741-1754)
- Filippo Mazzetti (1755-1761)
- Carlo Giuseppe Morozzo (1762-1800)
  - Siège vacant (1800-1803)
  - Siège supprimé (1803-1817)
  - Siège vacant (1817-1821)
- Luigi Fransoni (1821-1832) nommé archevêque de Turin
  - Siège vacant (1832-1836)
- Ferdinando Bruno di Tornaforte (1836-1848)
- Luigi Fantini (1849-1852)
  - Siège vacant (1852-1871)
- Emiliano Manacorda (1871-1909)
- Giosuè Signori (1910-1918) nommé évêque d'Alexandrie
- Quirico Travaini (1919-1934)
- Angelo Soracco (1934-1943)
- Dionisio Borra (1943-1963)
- Giovanni Francesco Dadone (1963-1980)
- Severino Poletto (1980-1989) nommé évêque d'Asti
  - Siège vacant (1989-1992)
  - Natalino Pescarolo (1990-1992) administrateur apostolique
- Natalino Pescarolo (1992-2005)
- Giuseppe Cavallotto (2005-2015)
- Piero Delbosco (2015- )